# 让我们联合起来，让我们成为兄弟
让我们联合起来，让我们成为兄弟（法語：Soyons unis, devenons frères）是新喀里多尼亚官方承认的頌歌。然而，这并不是国歌。新喀里多尼亚目前是法国的一个海外属地，它的国歌是法国国歌“马赛曲”。